# Blåklint (bok)
Blåklint: Berättelser för barn är en barnbok av Amanda Kerfstedt, första gången utgiven 1902 på Hugo Gebers förlag. En andra upplaga utgavs 1917 på samma förlag.

## Berättelser
Samlingen består av sjutton berättelser, vilka i tur och ordning är:
- Gretas hemlighet
- Nils
- Hamnskärs fyr
- Utan vänner
- Ängeln på taket
- Huru afo kom i tidningen
- Silfverklockan
- I hagen
- Johans nya rock
- Det röda parasollet
- Guds fotspår
- Niagara
- Nummer tre
- Tänker efter
- Knut Klint och Lars Vedhuggare
- Per och prinsessan
- Den lilla vattenbäraren